# 4Minute
Pour les articles homonymes, voir 4 minutes.
Cette page contient des caractères spéciaux ou non latins. S’ils s’affichent mal (▯, ?, etc.), consultez la page d’aide Unicode.
4Minute (hangeul : 포미닛 – pominit) est un girl group sud-coréen de K-pop, actif entre 2009 et 2016. Durant son existence, il est composé de 5 membres, créé et produit par Cube Entertainment. En mai 2009, la création du groupe est annoncée avec Hyuna (ancienne membre des Wonder Girls) et Son Ji-hyun. On apprend aussi plus tard que Jihyun est la leader du groupe.
Le 15 juin 2016, le contrat des cinq filles arrive à son terme et seule Hyuna le renouvelle, causant la dissolution du groupe.

## Origines du nom
4Minute signifie qu'elles savent révéler au public chacun de leurs charmes lors des quelques minutes (4) de performances scéniques qu'elles exécutent sur scène, captivant le cœur de leurs fans.

## Histoire

### Débuts coréens et japonais (2009)

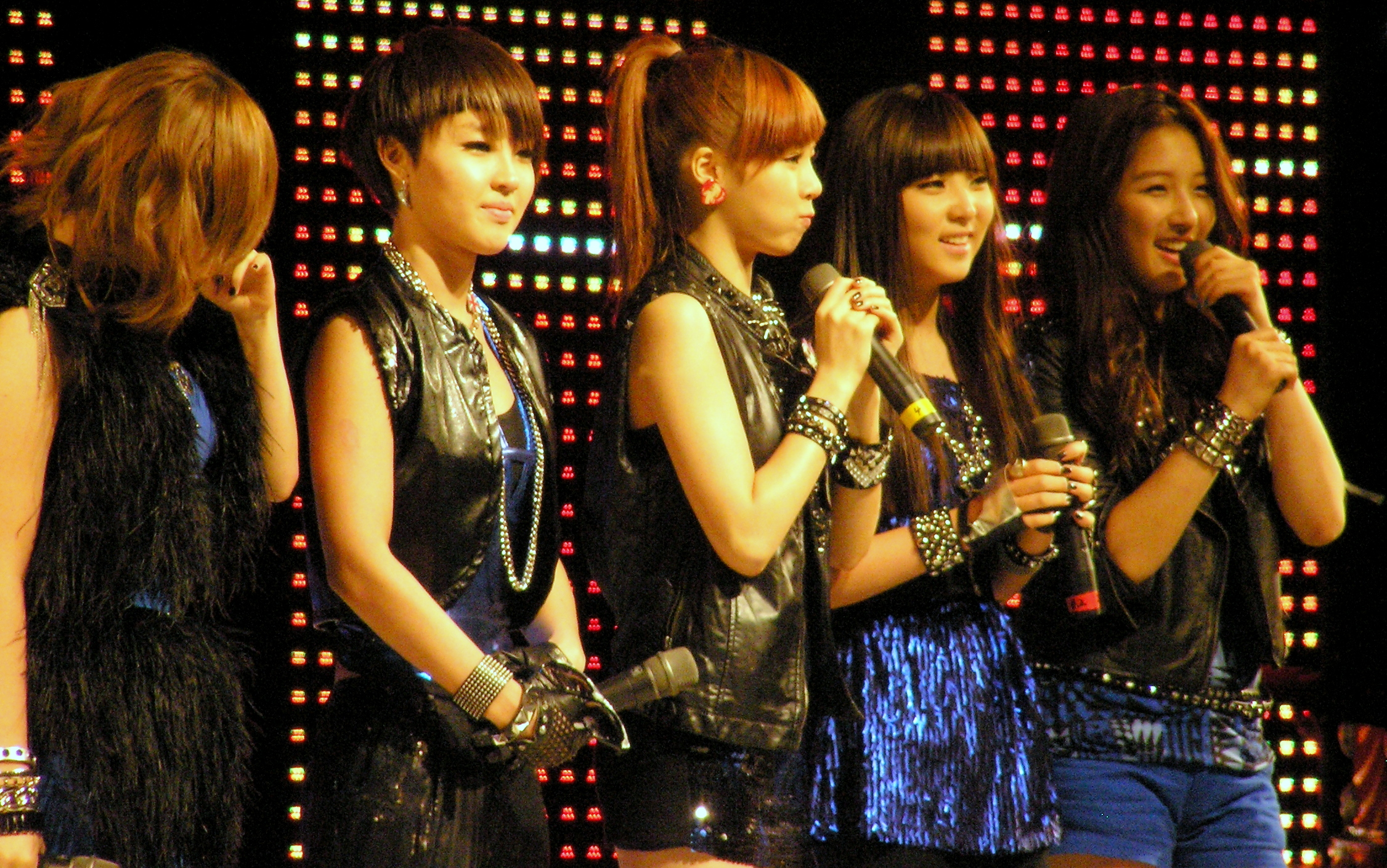
4Minute au Dongguk Festical en 2009.

Cube Entertainment annonce en 2009 la création d'un nouveau girl group, avec comme leader Son Ji-hyun, et Hyuna, ancien membre des Wonder Girls. Leur tout premier single s'intitule Hot Issue et sort le 18 juin 2009, la promotion dure jusqu'à août. Fin août 2009, elles sortent un EP, For Muzik, avec la chanson-titre For Muzik. Leur troisième single, What A Girl Wants, révèle peu de temps après la sortie de cet EP. Le 27 août 2009, la chaîne KBS interdit la diffusion de la chanson et également du clip de Won't Give You (안줄래) des 4Minute, à cause de la chorégraphie trop osée, et considérant les paroles à caractère sexuel.
Le groupe collabore par la suite avec le chanteur Mario pour le single digital de Noël Jingle Jingle, mis en vente le 2 décembre 2009, et mise en ligne sur internet le 3 décembre 2009. Cube Entertainment annonce ensuite que Universal Music Group produira les 4Minute pour un lancement international de leur album. Elles entament ainsi leur tournée asiatique en janvier 2010 en allant à Taïwan, dans les Philippines, en Thaïlande, à Hong Kong et au Japon.
Le girl group commence sa carrière officielle au Japon avec un concert le 8 mai 2010. À Taïwan, le 23 avril 2010, une réédition de l'album des 4Minute est mis en vente, incluant la chanson en duo avec Amerie, un bonus DVD de leur concert à Taïwan ainsi qu'une chanson du premier album solo de Hyuna, Change, en featuring avec Yong Jun Hyung du boys band BEAST.

### DeHuHà4 Minutes Left(2010–2011)

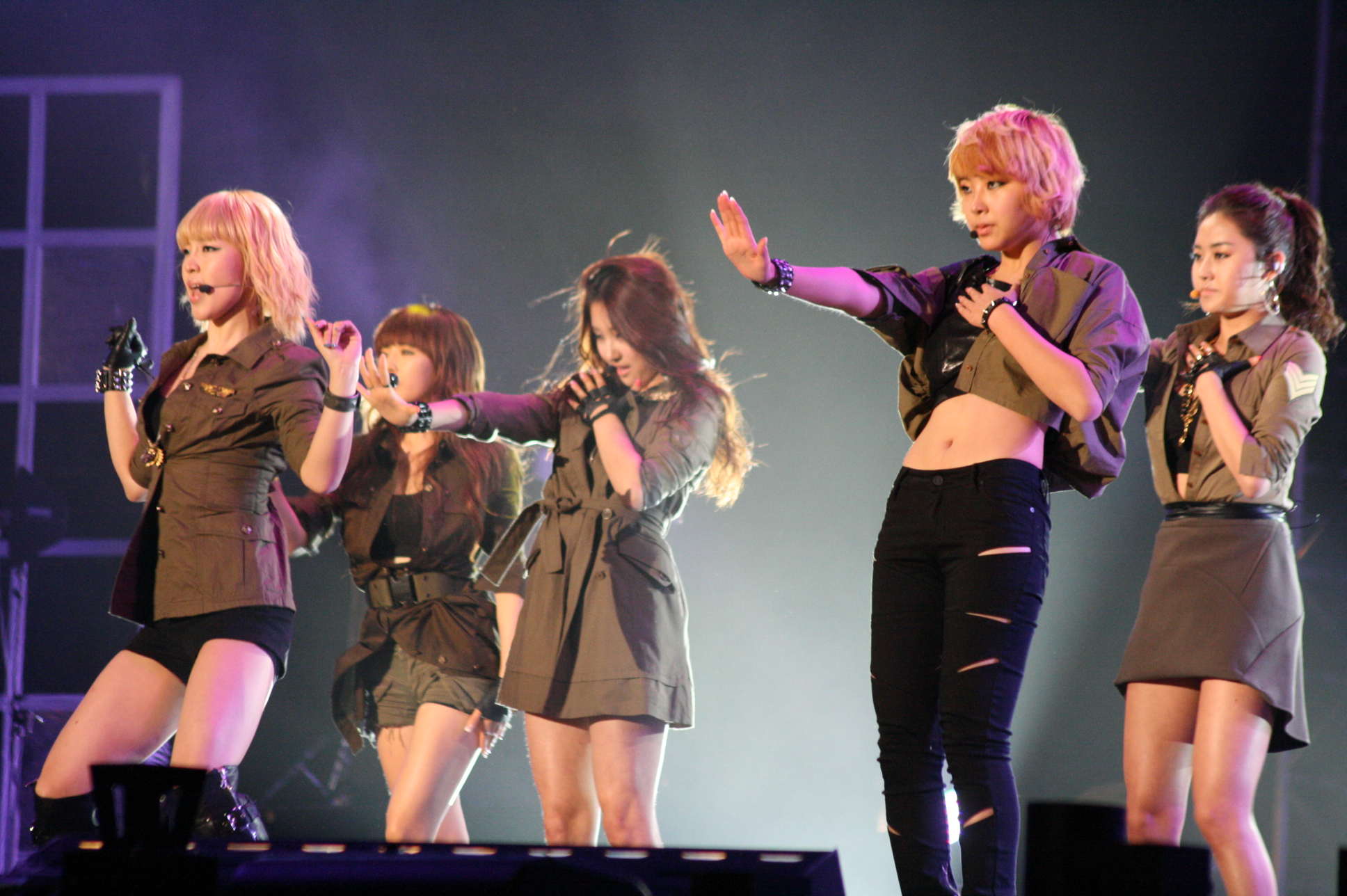
4Minute performant au Asia Song Festival de 2010.

À leur retour en Corée du Sud le 19 mai 2010, 4Minute sort un nouveau EP intitulé HuH (Hit Your Heart), avec la chanson titre homonyme. Le groupe BEAST fait une apparition dans le clip de cette chanson. Le 24 mai 2010, la chaîne de radio FM sud-coréenne Voice of Freedom utilise HuH lors de diffusions radiophoniques de propagande envers la Corée du Nord.
Le 5 juillet 2010, un deuxième single issu de l'EP HuH sort, I My Me Mine. Cube Entertainment annonce que I My Me Mine est aussi leur prochain single japonais. Peu de temps après, le 19 juillet, les membres révèlent la chanson Superstar. Le 13 août 2010, elles chantent pour les Jeux olympiques des Jeunes à Singapour, devenant ainsi les premières chanteuses sud-coréennes à donner un concert pour les Jeux olympiques, et pareil pour BEAST, qui est aussi présent.
Le 28 mars 2011, leur troisième EP, Heart to Heart, révèle. Les membres en font la promotion avec le clip de la chanson homonyme, dans lequel le chanteur et musicien Lee Jung-shin, bassiste de CN Blue, apparaît. Le 5 avril 2011 sort l'album 4Minutes Left, avec la chanson phare Mirror Mirror. Le girl group retourne enfin au Japon pour continuer ses activités, et le 7 septembre 2011, la version japonaise de Heart to Heart avec un autre clip voit le jour.

### Volume Up(2011–2012)

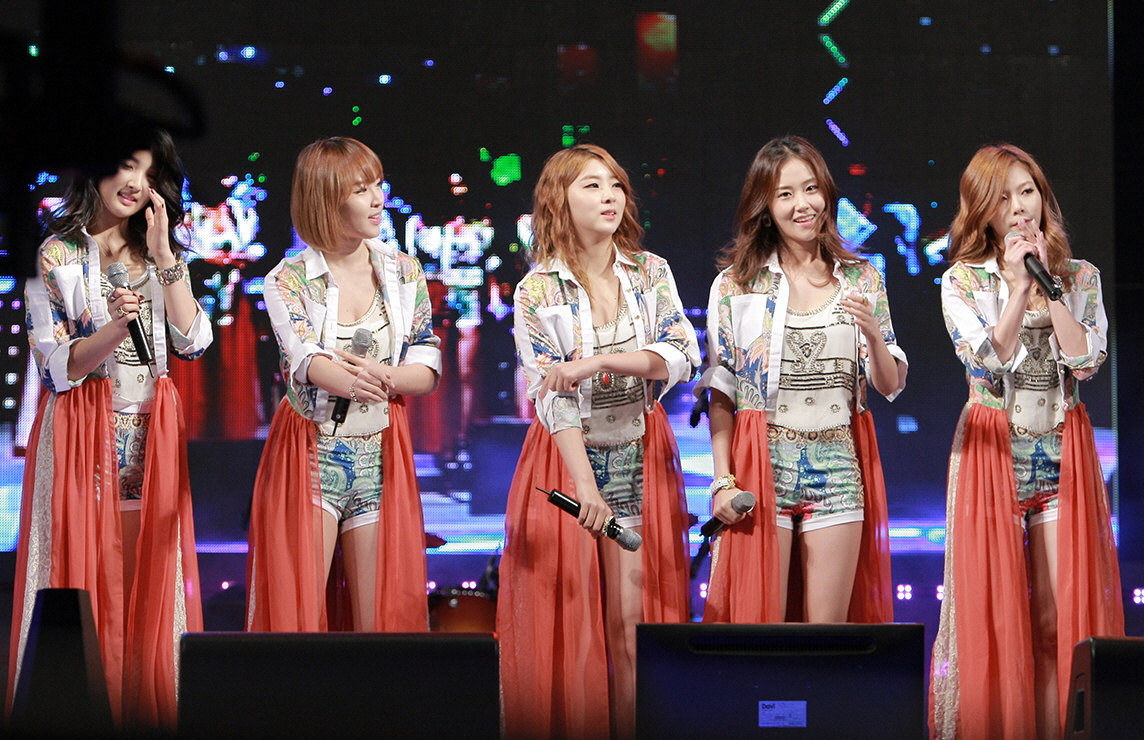
4Minute le 15 septembre 2012.

En décembre 2011, le retour des 4Minute en Corée du Sud est annoncé pour janvier 2012. Vers fin janvier, la Cube Entertainment annonce que le retour est repoussé au mois de février, car les membres sont en train de finaliser leur nouveau EP. Fin février, toujours aucune nouvelle du groupe. Leur agence annonce finalement que leur retour est repoussé à mars 2012. Quelques jours plus tard, on apprend que leur retour est prévu pour fin mars. En effet, le girl group revient le 9 avril 2012 avec un nouvel EP, intitulé Volume Up, ainsi que la chanson titre homonyme. Deux vidéos teasers sont diffusés à la télévision coréenne les 6 et 7 avril 2012. Le clip sort enfin le 8 avril 2012, et est mis en ligne sur YouTube le même jour.
Le girl group retourne au Japon pour promouvoir leur nouveau single intitulé Love Tension, sort le 22 août 2012. La couverture de ce nouvel album très attendu par les japonais est révélée le 9 juillet.
Le 22 décembre 2011, les directeurs du label Cube Entertainment annonce la sortie d'un sous-groupe de 4Minute composé de deux membres, Gayoon et Jiyoon. Ils révèlent par la suite qu'elles feraient leurs débuts après le retour de 4Minute en avril 2012 en Corée. Leurs débuts sont ensuite repoussés à 2013, et le sous-groupe prénommé Double Yoon, stylisé en 2YOON, est formé,.

### Name Is 4Minuteet4Minute World(2013–2014)
Cube Entertainment annonce fin mars que 4Minute serait de retour sur scène dans le courant de l'année 2013, après les promotions du sous-groupe 2YOON. En effet, le girl group fait son retour le 25 avril 2013, le jour où sort leur nouvel EP Name Is 4Minute, après quelques photos teasers dévoilées le 17 avril,. La chanson phare s'intitule What's Your Name?, couverte par Yana Ellea sur YouTube, sortie le 25 avril 2013 ainsi que le clip ce même jour. Le 26 avril, les 4Minute interprète leur nouveau tube sur la scène du Music Bank, et un autre single nommé Whatever. Le 28 juin 2013, elles sont de retour avec leur single numérique Is It Poppin'?, dont le clip sort le même jour.
Le 20 janvier 2014, Brave Brothers sort le single Only Gained Weight en collaboration avec trois membres de 4Minute : Hyuna, Gayoon et Sohyun. La chanson atteint la cinquième position sur MelOn. Le 7 mars 2014, Cube Entertainment annonce que le cinquième EP du groupe nommé 4Minute World sortira le 17 mars. Cube Entertainment publie une photo teaser du groupe. L'image teaser montre les filles se faisant un câlin de groupe devant de ce qui semble être un carrousel de parc d'attraction. Le 16 mars, le clip de Whatcha Doin' Today est mis en ligne. Le groupe fait la promotion de la chanson Whatcha Doin' Today ainsi que de Wait A Minute, à Music Bank, Show! Music Core, Inkigayo et au M! Countdown. Whatcha Doin' Today devient le premier single du groupe débute à la première place en Corée. Le 30 mars, 4Minute gagne face au 2NE1 et au Girls' Generation à Inkigayo. Le 3 avril, le groupe a également remporté le M! Countdown qui eut lieu au Japon.
Le 7 juin 2014, 4Minute interprète Whatcha Doin' Today au Dream Concert à côtés d'autres idoles de K-pop comme : Sistar, T-ara, B.A.P et bien d'autres. Le 17 octobre 2014, 4Minute performait pour un festival local à Seongnam, au sud de Séoul en Corée du Sud, au moins 16 personnes ont été tuées dont 11 ont été blessées à cause de l'effondrement d'une grille de ventilation sur laquelle ces personnes se tenaient.

### Crazy,Act. 7et séparation (2015–2016)
En 2015, Cube Entertainment annonce à la suite d'une vidéo teaser que 4Minute ferait bientôt leur retour non avec un single mais deux, le premier single se nomme Cold Rain dont le clip est mis en ligne le 26 janvier. Le 29 janvier 2015, 4Minute affiche une photo teaser de chaque membre du groupe sur leur chaîne Facebook officielle pour leur second single principal nommé Crazy annonçant que ce serait leur 6e EP, ainsi que d'un teaser sur leur chaine YouTube officielle. La vidéo ne dure qu’une petite quinzaine de secondes et ne dévoile pas vraiment ce à quoi devrait ressembler la chanson, Cube Entertainment préférant encore garder le secret à ce sujet. Dans la vidéo, on peut voir des mains en train de jouer aux cartes, révélant un 2 et un 9 de Pique, servant à annoncer la date de sortie de la chanson, à savoir le 9 février (9/02).
Le 2 février 2015, un teaser pour Show Me issu de l'album Crazy est mis en ligne sur leur chaine YouTube officielle ainsi que de Stand Out en featuring avec leur manager le 3 février, Tickle Tickle Tickle le 4 février, Cut It Out le 5 février et enfin le teaser pour Crazy le 6 février. Il est également révélé que les 4Minute dévoileraient leur performance le 7 février dans une boîte de nuit, plutôt que d’organiser un habituel showcase. Le groupe choisit, en effet, le club Ellui pour organiser une fête, au cours de laquelle elles offrent la première prestation de leur nouveau titre. Le 9 février 2016, le clip de Crazy est mis en ligne sur leur chaine YouTube officielle et l'album homonyme sort.
De nombreux teasers audio, photos ou vidéos sont mis en ligne pour leur retour,,,,,,. Ainsi, le 1er février, les filles reviennent avec leur septième EP, Act. 7 et donc par la même occasion, le clip vidéo du titre principal, Hate est mis en ligne. Hate est un morceau aux sonorités EDM et hip-hop, qui est co-composé par le DJ Skrillex, Seo Je Woo et Song Young Jin. On note que Jiyoon et Hyuna sont impliquées dans l'écriture des paroles de la chanson,.
Le 15 juin 2016, Cube Entertainment annonce que seule Hyuna renouvelle son contrat. Sohyun, Gayoon, Jihyun et Jiyoon choisissent, quant à elles, de quitter la compagnie, ce qui amène à la séparation officielle du groupe après 7 ans d'activités. Cube Entertainment aurait apparemment proposé un renouvellement de contrat à certaines filles, mais pas toutes ; toutes finissent par quitter le label, à l'exception de Hyuna.

## Membres
| Nom de scène | Nom de scène | Nom de naissance | Nom de naissance | Date de naissance | Nationalité  | Position                                                             |
| Romanisé     | Coréen       | Romanisé         | Coréen           | Date de naissance | Nationalité  | Position                                                             |
| ------------ | ------------ | ---------------- | ---------------- | ----------------- | ------------ | -------------------------------------------------------------------- |
| Jihyun       | 지현         | Son Ji-hyun      | 남지현           | 9 janvier 1990    | Sud-coréenne | Leader, danseuse secondaire, chanteuse, visuel, unnie (la plus âgée) |
| Gayoon       | 가윤         | Heo Ga-yoon      | 허가윤           | 18 mai 1990       | Sud-coréenne | Chanteuse principale, danseuse                                       |
| Jiyoon       | 지윤         | Jeon Ji-yoon     | 전지윤           | 15 octobre 1990   | Sud-coréenne | Rappeuse secondaire, chanteuse secondaire, danseuse                  |
| Hyuna        | 현아         | Kim Hyuna        | 김현아           | 6 juin 1992       | Sud-coréenne | Rappeuse principale, danseuse principale, chant, visage du groupe    |
| Sohyun       | 소현         | Kwon So-hyun     | 권소현           | 30 août 1994      | Sud-coréenne | Danseuse secondaire, chant, rap, maknae (la plus jeune)              |

## Discographie

### Albums studio
- 2010 : Diamond (Japon)
- 2011 : 4Minutes Left

### EP
- 2009 : For Muzik
- 2010 : Hit Your Heart
- 2012 : Volume Up
- 2013 : Name Is 4Minute
- 2014 : 4Minute World
- 2015 : Crazy
- 2016 : Act. 7

## Concerts
- 2010 : 4Minute Energy LIVE Volume 1 : 1er concert (Tokyo)
- 2010 : 4Minute Energy LIVE Volume 2 : DIAMOND (Tokyo)
- 2010 : 4Minute Energy LIVE Volume 2 : DIAMOND (Osaka)
- 14 août 2011 : United Cube Concert : Fantasy Land à Séoul
- 2013 : Apparition dans le concert happening (retransmis en direct sur YouTube) de PSY (Séoul)
- 2013 : 4Minute Volume Up Party
- 2013 : 4Minute Like Water Concert (Séoul)
- 2013 : 4Minute LIVE PARTY ROCK Concert in Sydney (Sydney)[52]
- 2013 : 4Minute Name is 4MINUTE Showcase in Hong Kong (Hong Kong)[53]
- 2014 : 4Minute Fan Bash Showcase Tour (Barcelone, Stockholm)[54]
- 2015 : 4Minute solo Concert Fan Bash[55]
- 2015 : 4Minute Live in Manila (Smart Araneta Coliseum)

## Filmographie

### Shows télévisés
- 2009 : MTV 4Minute
- 2010 : MTV 4Minute's Friend Day, 4Minute's All In, Bouquet
- 2011 : 4Minute's Mr. Teacher
- 2012 : 4Minute's Travel Maker
- 2015 : 4Minute's Video

## Distinctions
| Année | Titre                      | Catégorie                             | Travail nommé       | Résultat        | Réf.   |
| ----- | -------------------------- | ------------------------------------- | ------------------- | --------------- | ------ |
| 2009  | 24e Golden Disc Awards     | Newcomers Award                       | 4Minute             | Lauréat         |        |
| 2009  | Mnet Asian Music Awards    | Meilleur nouveau groupe féminin       | Hot Issue           | Nomination      | [ 56 ] |
| 2010  | Mnet Asian Music Awards    | Meilleure performance dance (féminin) | 4Minute             | Nomination      | [ 57 ] |
| 2010  | Mnet Asian Music Awards    | Meilleur groupe féminin               | 4Minute             | Nomination      | [ 57 ] |
| 2010  | Mnet Asian Music Awards    | The Shilla Duty Free Asian Wave Award | 4Minute             | Nomination      | [ 57 ] |
| 2011  | Mnet Asian Music Awards    | Meilleure performance dance (féminin) | 4Minute             | Nomination      | [ 58 ] |
| 2011  | Mnet Asian Music Awards    | Meilleur groupe féminin               | 4Minute             | Nomination      | [ 58 ] |
| 2011  | 20e Seoul Music Awards     | Bonsang (premier prix)                | 4Minute             | Lauréat         | ,      |
| 2012  | 21e Seoul Music Awards     | Bonsang (Main Prize)                  | 4Minute             | Lauréat         | [ 60 ] |
| 2012  | 26e Golden Disc Awards     | Bonsang numérique                     | HuH                 | Lauréat         |        |
| 2012  | Mnet Asian Music Awards    | Meilleure performance dance (féminin) | 4Minute             | Nomination      | [ 61 ] |
| 2012  | Mnet Asian Music Awards    | Chanson de l'année                    | Volume Up           | D'abord nommées | [ 61 ] |
| 2013  | 27e Golden Disc Awards     | Disk Bonsang                          | Volume Up           | Lauréat         | [ 62 ] |
| 2014  | 28e Golden Disc Awards     | Bonsang numérique                     | What's Your Name    | Lauréat         | [ 63 ] |
| 2014  | Mnet Asian Music Awards    | Meilleure performance dance (féminin) | Whatcha Doin' Today | Nomination      | [ 64 ] |
| 2014  | Mnet Asian Music Awards    | Chanson de l'année                    | Whatcha Doin' Today | D'abord nommées | [ 64 ] |
| 2014  | 23e Seoul Music Awards     | Bonsang (premier prix)                | 4Minute             | Lauréat         | [ 65 ] |
| 2015  | 29e Golden Disc Awards     | Meilleure performance dance           | Whatcha Doin' Today | Nomination      |        |
| 2015  | Mnet Asian Music Awards    | Meilleure performance dance (féminin) | Crazy               | Nomination      | [ 66 ] |
| 2016  | 30e Golden Disc Awards     | Disk Bonsang                          | Crazy               | Nomination      |        |
| 2016  | 30e Golden Disc Awards     | Popularity Award (Corée)              | 4Minute             | Nomination      |        |
| 2016  | 30e Golden Disc Awards     | Global Popularity Award               | 4Minute             | Nomination      |        |
| 2016  | 5e Gaon Chart K-Pop Awards | Chanteuse célèbre de l'année          | 4Minute             | Nomination      | [ 67 ] |

### Programmes de classements musicaux

#### Inkigayo
| Année | Date         | Chanson             |
| ----- | ------------ | ------------------- |
| 2009  | 27 septembre | Muzik               |
| 2013  | 19 mai       | What's Your Name?   |
| 2013  | 26 mai       | What's Your Name?   |
| 2014  | 30 mars      | Whatcha Doin' Today |
| 2015  | 22 février   | Crazy               |
| 2015  | 1er mars     | Crazy               |

#### M! Countdown
| Année | Date        | Chanson             |
| ----- | ----------- | ------------------- |
| 2009  | 1er octobre | Muzik               |
| 2010  | 17 juin     | HUH                 |
| 2011  | 21 avril    | Mirror, Mirror      |
| 2012  | 3 mai       | Volume Up           |
| 2013  | 9 mai       | What's Your Name?   |
| 2013  | 16 mai      | What's Your Name?   |
| 2014  | 3 avril     | Whatcha Doin' Today |
| 2015  | 19 février  | Crazy               |
| 2015  | 26 février  | Crazy               |

#### Show Champion
| Année | Date       | Chanson           |
| ----- | ---------- | ----------------- |
| 2012  | 17 avril   | Volume Up         |
| 2012  | 24 avril   | Volume Up         |
| 2013  | 8 mai      | What's Your Name? |
| 2013  | 15 mai     | What's Your Name? |
| 2013  | 22 mai     | What's Your Name? |
| 2015  | 18 février | Crazy             |
| 2015  | 25 février | Crazy             |

#### Show! Music Core
| Année | Date       | Chanson |
| ----- | ---------- | ------- |
| 2015  | 21 février | Crazy   |